# Мехргарх
Мехрга́рх или Мергар, Mehrgarh, (урду م‍ﮩ‍رگڑھ‎) — один из наиболее важных археологических памятников Пакистана эпохи неолита (7000 — 2500 годы до нашей эры). Находится около Боланского прохода, на равнине Качи (Kacchi Plain) в пакистанском Белуджистане. К западу от реки Инд. Это одно из первых мест в Южной Азии, где засвидетельствовано существование сельского хозяйства: культивация пшеницы и ячменя и разведение скота — крупного рогатого, овец и коз.
Мехргарх обнаружила в 1974 году группа французских археологов во главе с Жаном-Франсуа Жаррижем. Раскопки проводились непрерывно в период 1974—1986 годов. Наиболее ранним поселением в Мехргархе была небольшая деревня, датируемая около 7000 — 5500 годами до нашей эры.
Мехргархская культура в настоящее время рассматривается как предок хараппской цивилизации. Он рассматривается как самый первый населённый пункт, развивавшийся вплоть до периода Зрелой Индской Культуры. «Открытия в Мехргархе перевернули все представления о цивилизации долины Инда» — пишет Ахмад Хасан Дани, профессор археологии университета Каид-и-Азам в Исламабаде — «теперь мы восстановили всю последовательность, начиная с возникновения первых поселений».

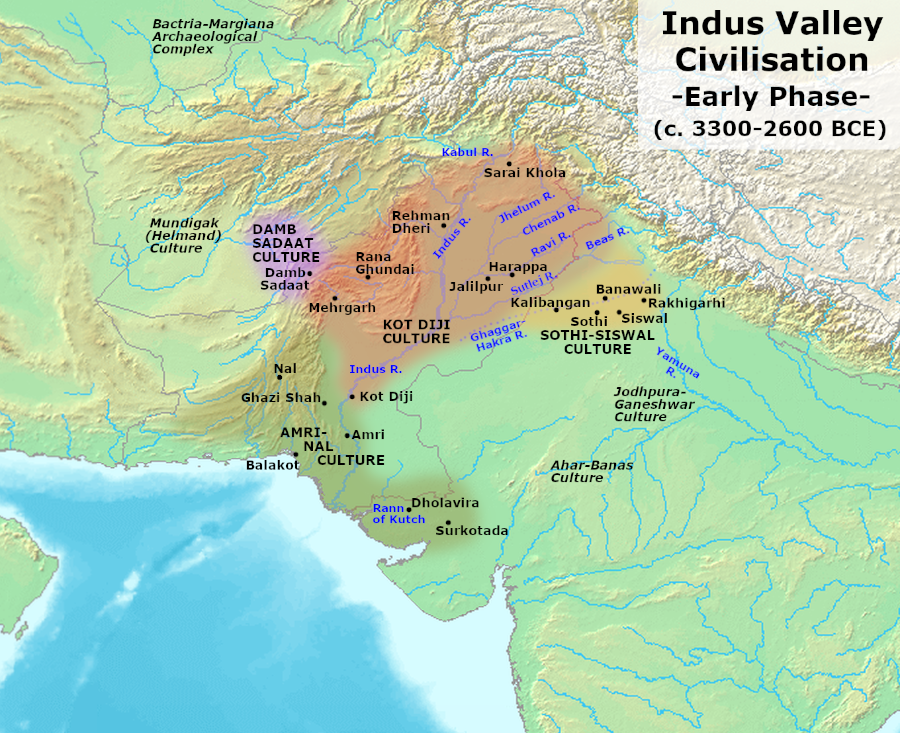
Ранний период Хараппы, c 3300-2600 годы до нашей эры.

Ранние жители Мехргарха жили в домах из кирпича-сырца, хранили зерно в зернохранилищах, делали инструменты из медной руды, а также покрывали плетёные корзины битумом. Они культивировали ячмень, пшеницу-однозернянку и полбу, ююбу и финик, разводили овец, коз и крупный рогатый скот. В поздний период (5500 — 2600 годы до н. э.) развиваются ремёсла, в том числе дробление кремня, дубление, производство бус и металлообработка. 7 тыс. л. н. освоили секрет формовочного литья для изготовления медных колёсообразных амулетов-бляшек. Мехргарх был населён непрерывно до 2600 года до нашей эры.
Самое раннее поселение в Мехргархе было в северо восточном углу нынешнего места раскопок. Площадь поселения — 2 квадратных километра. Это была большая, фермерская деревня, основанная около 6500 лет до нашей эры. Сельское хозяйство и скотоводство здесь было одним из самых древних в Южной Азии.

## История

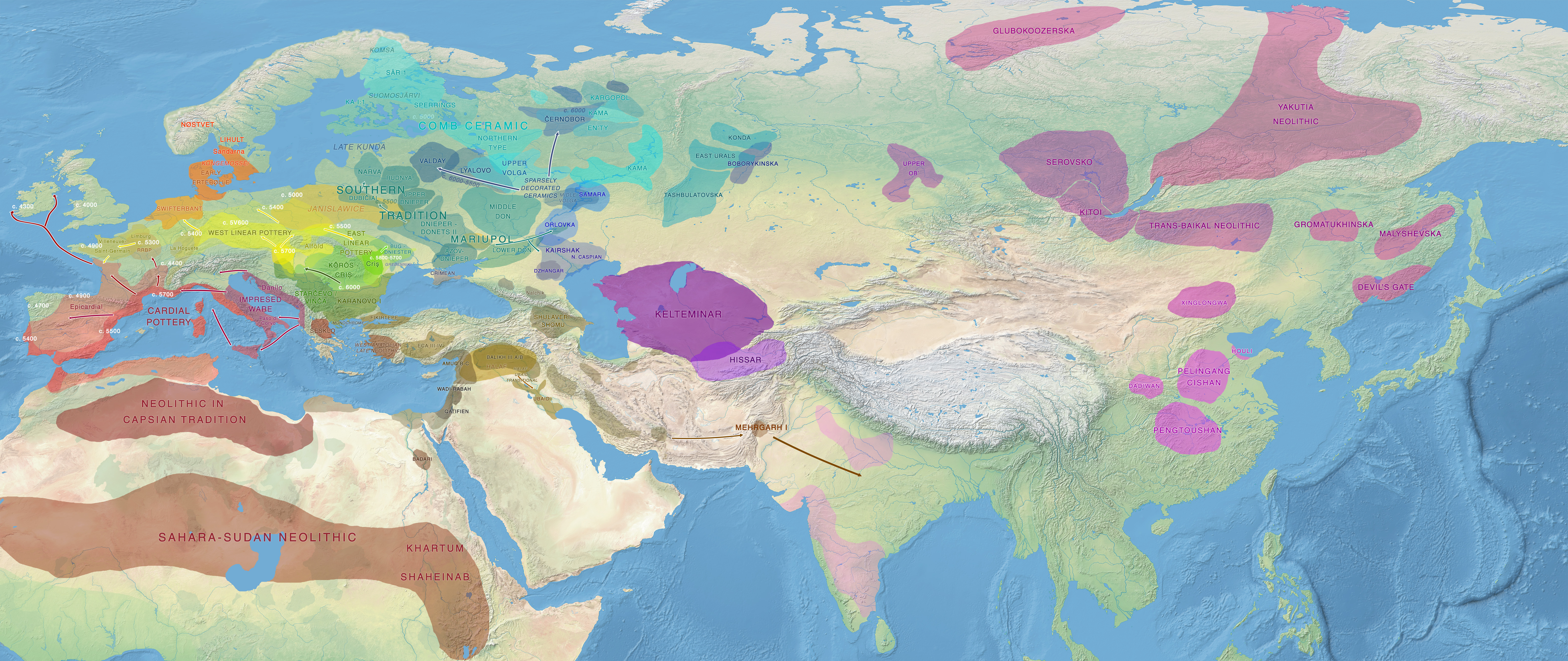

Вопрос о том, как точно возник Мехргарх — дискуссионный. Жан-Франсуа Жарриж выдвинул утверждение о независимом происхождении Мехргарха. Археолог согласен с тем, что культурный и технологический обмен между Ближним Востоком и Южной Индией мог быть налажен в глубокой древности. Неолитические объекты Восточной Месопотамии и долины Инда имеют неоспоримое сходство, однако, учитывая уникальность Мехргарха, можно предположить, что он имел более ранний этап развития и не являлся продолжением неолитической культуры Ближнего Востока.
Есть ряд археологических и географических фактов, что земледелие распространялось в Южную Индию именно с Ближнего Востока. При этом на раскопках выяснилось — процент ячменя в Мехргархе составлял 90 %, зато количество пшеницы очень невелико. Имеются основания предполагать, что ячмень был одомашнен в этом месте самостоятельно. Так же, здесь было проведено самостоятельное одомашнивание коров породы Зебу. При этом пшеница имеет явно происхождение с Ближнего Востока. Позы похороненных в могилах Мехргарха очень похожи на позы похороненных в Али Кош в горах Загрос, на Юге Ирана. Глиняные статуэтки из Мехргарха напоминают те, которые обнаружили в Teppe Zagheh, рядом с городом Казвин (относятся к 7 тыс. до н. э.).
Фигурки, схожие с найденными в Мехргархане, обнаружены на объекте Джейтун, в 30-ти километрах от Ашхабада, в Туркменистане. Что важно — в Джейтуне выращивался ячмень (дву и шестирядный), и два вида пшеницы (мягкая и однозернянка). Здесь, по-видимому, представлены самые древние свидетельства пахотного сельского хозяйства в Центральной Азии. Результаты исследования Дэвида Р. Харриса показывают, что в этом регионе не было ни одной из диких форм пшеницы однозернянки или ячменя, которые могли бы использоваться для одомашнивания; поэтому они были привезены из других мест, где уже были одомашнены. Сходство фигурок, керамики и маленьких топоров, с такими объектами как Мехргарх, Джармо (Ирак), Тепе Гуран, Тепе Сараб и Ганджи-Даре (три последние находятся поблизости в Иранской провинции Керманшах), позволяет сделать вывод о существовании культурной и технологической связи между поселениями уже начиная с 8—7 тыс. лет до н. э. Люди мигрировали на расстояния более тысячи километров и при этом сохраняли ряд общих черт на протяжении долгого времени.
Ближний Восток отделён от долины Инда засушливым плато, хребтами и пустынями Ирана и Афганистана. На этом пути сельское хозяйство возможно только в предгорьях и долинах. Однако это не было преградой для миграций людей неолита. Маршрут к югу от Каспийского моря является частью Шёлкового пути, некоторые участки которого использовались уже за 3 000 лет до н. э. Они соединяли Бадахшан (Северо-Восточный Афганистан и Юго-Восточный Таджикистан) с Западной Азией, Египтом и Индией. Аналогично, участок от Бадахшана до Месопотамских равнин (Великая Хорасанская дорога), по-видимому, функционировал в 4000 г. до н. э. На протяжении этих маршрутов найден ряд культур, в том числе и в Южной Индии, имеющих сходные черты, что говорит о том, что в период неолита они развивались не разобщённо.
На основе результатов проведенных исследований, Lukacs and Hemphill указывают на сильную преемственность культур неолита и халколита Мехргарха. Но стоматологические и генетические исследования рисуют очень сложную, многоплановую картину миграций, которую нельзя объяснить единой волной с Ближнего Востока. Часть людей 9300 — 3000 лет назад прибыла с Ближнего Востока, что по времени совпадает с развитием земледелия, начавшегося с Плодородного полумесяца и затем пришедшего в Южную Индию. Это также подтверждает гипотезу о связи населения Элама и дравидийского населения Южной Индии. В то же время разнообразие генов и их распределение говорит о существовании коридора для постоянных миграций населения между Ближним Востоком и Индией.
Исследования Gallego Romero, аспиранта Кембриджского университета, et al. (2011) говорят о генетическом вкладе Западной Евразии, который отражает поток генов из Ирана и Ближнего Востока. Жители долины Инд обладали способностью усваивать лактозу, эта способность также характерна для европейской мутации в генах, помогающей усваивать лактозу, что является примером конвергентной эволюции, когда одинаковые навыки и мутации вырабатывались независимо. По мнению археологов, это говорит о наличии двойной миграции с Ближнего Востока менее 10 000 лет назад. Первая волна ушла в Европу, вторая на восток Индии, вероятно, когда люди исследовали побережье нынешнего Персидского Залива, где найдены очаги такой же мутации. Важно, что мутация, позволяющая индусам переваривать лактозу, имеет не местное, а европейское происхождение.

## Периоды развития

### I Период — 7000 — 5500 лет до нашей эры.
Этот период был неолитическим, с пометкой Акерамический — в этот период люди вообще не производили керамику и не пользовались ею. Самое первое поселение основано полукочевыми людьми, использовавшими такие растения как ячмень и пшеница. Поселения были сформированы простыми домами из глины, в домах было по 4 комнаты. Найдены корзины, инструменты из камня, кости, а также бусины, браслеты и подвески. Обнаружены жертвы в виде животных и вещи рядом с погребениями мужчин. Были найдены морские раковины, орнаменты на известняке, бирюза, лазурит и орнаменты на песчанике, фигурки женщин и животных.
В 2001 году исследование останков двух человек из Мехргарха позволило сделать предположение о наличии у цивилизации Инд знаний об азах стоматологии, причем — начиная с Раннего периода Индской культуры. В 2006 году исследования выявили 11 просверленных зубов у девяти взрослых человек, что является самыми старыми свидетельствами стоматологии в мире. Сверление происходило у живых людей с целью лечения примерно 7500 — 9000 лет назад.

### II Период — 5500 — 4800 лет до нашей эры + III Период — 4800 — 3500 лет до нашей эры.

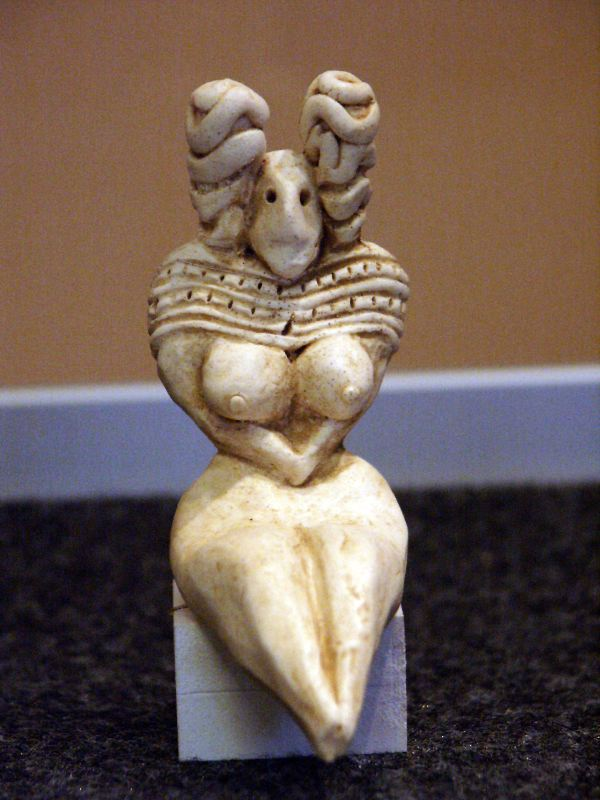
Пример женской фигурки — акцент сделан на причёске и женской груди. Фигурке 5000 лет, сделана из терракота. Высота 9,5 см. Восходит к неолитической традиции, так называемым Неолитическим Венерам. Такие фигурки в Мехргархе покрывали слоем красной охры, волосы красили в чёрный цвет, ожерелье красили в жёлтый цвет.

Периоды неолита с керамикой, перешедший в халколит. Изделия из керамики и терракоты стали более детальными, качественными. Статуэтки женщин украшались краской и имели разнообразные причёски и украшения. Тела при захоронениях стали покрывать красной-охряной краской. Найдены первые примеры печатей с геометрическими рисунками. Появились каменные и медные свёрла, печи для обжига, большие печи для плавки медной руды, тигли для выплавки более чистой меди. Уже в период между 5500 — 4800 лет до н. э. была международная торговля — найдены несколько бусин из лазурита, место происхождения которых — Бадахшан. Расстояние между пунктами по прямой — более тысячи километров.

### Последующие периоды с IV по VII.
Постепенно, начиная с 3 500 лет до н. э., развитие Мехргарха приостановилось и начался спад. Между 2600—2000 гг. до н. э., город был в значительной степени заброшен. Датировка упадка города совпадает с катастрофической засухой 2200 года до н. э. — засуха длилась в течение всего XXII столетия до н. э. и, вероятно, способствовала падению Древнего царства в Египте и Аккадской империи в Месопотамии. Засуха могла также привести к переселению на юго-восток носителей Хараппской цивилизации. Население, по всем признакам, ушло в более крупный и укреплённый город Наушаро, в пяти милях от Мехргарха. В этот период цивилизация Инда находилась на Среднем уровне развития.

## Жилища
Ранний период мехрагарха. Люди жили в домах из глиняных кирпичей. Хранили зерно в специальном зернохранилище, изготавливали инструменты из руды, которую добывали рядом с поселением. Велась добыча битума, выращивали ячмень шестирядного сорта, пшеницу однозернянку, пшеницу двузернянку, зизифус настоящий, финик пальчатый. Из животных разводили овец, коз и коров. В период между 5500 — 2600 лет до н. э. значительно улучшились навыки обработки кремня, дубления кож, производства украшений, глиняных изделий и металлообработки.
Наиболее ранний предмет, выплавленный из меди — амулет возрастом 6 000 лет. Амулет сделан из нелегированной меди, впоследствии уникальная технология была забыта.

## Керамика
Самые древние в Южной Азии фигурки из керамики также обнаружены в этом городе. Фигурки изготавливались из необожжённой глины, их продолжили делать и в керамический период. Первые фигурки не отличались анатомической точностью и изяществом. К 4000 г. до н. э. они приобрели характерные причёски, большие груди. Все фигурки были женскими. Мужские фигурки появились только с VII периода, между 2600—2000 гг. до н. э. Многие фигурки держат младенцев и интерпретируются как Богини материнства. Однако точно не известно, имели они культовое значение или только эстетическое.
Керамика появилась после 4800 г. до н. э. В этот же промежуток, между 4800 — 3500 гг. до н. э., появилось гончарное колесо. На посуде появились рисунки животных. Гончарное мастерство не получило серьёзного развития, к периоду меди посуду из глины стали вытеснять сосуды из меди и бронзы.

## Археологическое значение
Мехргарх рассматривается как предшественник цивилизации долины Инда. По словам Ахмада Хасана Дани, почетного профессора археологии в Университете Каид-и-Азама в Исламабаде, «открытия в Мехргархе изменили всю концепцию цивилизации Инда […] Там у нас есть целая последовательность, с самого начала деревенской жизни.»